# Inégalité 4/3 de Littlewood
En analyse mathématique, l'inégalité 4/3 de Littlewood, portant le nom de John Edensor Littlewood, est une inégalité valable pour toute forme bilinéaire à valeurs complexes définie sur {\displaystyle c_{0}}, l'espace de Banach des suites réelles ou complexes qui convergent vers zéro.
Plus précisément, soit {\displaystyle B:c_{0}\times c_{0}\to \mathbb {C} } ou {\displaystyle \mathbb {R} } une forme bilinéaire. On a alors :
{\displaystyle \left(\sum _{i,j=1}^{\infty }|B(e_{i},e_{j})|^{4/3}\right)^{3/4}\leqslant {\sqrt {2}}\|B\|,}
où
{\displaystyle \|B\|=\sup\{|B(x_{1},x_{2})|:\|x_{i}\|_{\infty }\leqslant 1\}.}
L'exposant 4/3 est optimal, c'est-à-dire qu'il ne peut pas être remplacé par un exposant plus petit. Il est également connu que pour des suites réelles, la constante {\displaystyle {\sqrt {2}}} est optimale aussi.

## Généralisation

### Inégalité de Bohnenblust-Hille
L'inégalité de Bohnenblust-Hille est une généralisation multilinéaire de l'inégalité de Littlewood. Elle exprime que pour toute application {\displaystyle m}-linéaire {\displaystyle M:c_{0}\times \cdots \times c_{0}\to \mathbb {C} }, on a :
{\displaystyle \left(\sum _{i_{1},\ldots ,i_{m}=1}^{\infty }|M(e_{i_{1}},\ldots ,e_{i_{m}})|^{2m/(m+1)}\right)^{(m+1)/(2m)}\leq 2^{(m-1)/2}\|M\|,}